# Brachymastix tessellaris
Brachymastix tessellaris là một loài bướm đêm trong họ Noctuidae.